# Zhangixalus hui
Zhangixalus hui là một loài ếch trong họ Rhacophoridae. Chúng là loài đặc hữu của Trung Quốc.
Các môi trường sống tự nhiên của chúng là các khu rừng ôn hòa, các khu rừng vùng núi ẩm nhiệt đới hoặc cận nhiệt đới, vùng đất ẩm có cây bụi nhiệt đới hoặc cận nhiệt đới, đầm nước ngọt, và đầm nước ngọt có nước theo mùa. Loài này đang bị đe dọa do mất môi trường sống.